# Karl Gottfried Baldauf
Karl Gottfried Baldauf, auch Carl Gottfried Baldauf (* 1751 in Marienberg; † 2. September 1811 in Freiberg) war ein deutscher Bergingenieur.
Baldauf studierte ab 1769 an der Bergakademie Freiberg und begann anschließend eine Tätigkeit als kursächsischer Bergbeamter. 1785 wurde er Berggeschworener in Schneeberg.
1790 reiste Baldauf auf Einladung Goethes, mit dem er seit dessen Besuch in Schneeberg in Kontakt blieb, nach Ilmenau, um das dortige Bergwerk zu untersuchen und eine Wassersäulenmaschine zu errichten. Am 17. September 1790 ging die Maschine in Betrieb. 1792 bereiste er im Auftrag des Berghauptmanns Carl Wilhelm Benno von Heynitz das oberschlesische Bergbaurevier, um die dort eingeführten neuartigen Feuermaschinen zu besichtigen.
Ab 1795 war Baldauf Obereinfahrer in Schneeberg und wurde im Jahre 1800 als Nachfolger des verstorbenen Johann Friedrich Mende zum Oberkunstmeister nach Freiberg berufen. Im selben Jahre erfolgte auch seine Ernennung zum Bergamtsassessor in Freiberg.
Baldauf konstruierte eine Vielzahl von Bergwerksmaschinen und -anlagen. Zu diesen gehörte auch der zwischen 1797 und 1798 errichtete Pferdegöpel auf Neu Leipziger Glück Fundgrube bei Johanngeorgenstadt, der nach seinem Abriss anhand alter Pläne an anderer Stelle wieder errichtet wurde und heute einer der touristischen Anziehungspunkte dieser Stadt ist. Auch verbesserte und erweiterte er die für die Münzproduktion benötigten Maschinen zum Strecken und Schneiden der Platten (Zaine) im Silberhammer der Dresdner Münze.